# Lijst van afleveringen van Inspector Morse
Dit is een lijst met afleveringen van de Engelse televisieserie Inspector Morse. De serie telt 12 seizoenen. Een overzicht van alle afleveringen is hieronder te vinden.

## Seizoen 1
| Nr. | Titel aflevering                   | Uitzenddatum UK |
| --- | ---------------------------------- | --------------- |
| 1   | The Dead of Jericho                | 6 januari 1987  |
| 2   | The Silent World of Nicholas Quinn | 13 januari 1987 |
| 3   | Service of All the Dead            | 20 januari 1987 |

## Seizoen 2
| Nr. | Titel aflevering        | Uitzenddatum UK  |
| --- | ----------------------- | ---------------- |
| 1   | The Wolvercote Tongue   | 25 december 1987 |
| 2   | Last Seen Wearing       | 8 maart 1988     |
| 3   | The Settling of the Sun | 15 maart 1988    |
| 4   | Last Bus to Woodstock   | 22 maart 1988    |

## Seizoen 3
| Nr. | Titel aflevering     | Uitzenddatum UK |
| --- | -------------------- | --------------- |
| 1   | Ghost in the Machine | 4 januari 1989  |
| 2   | The Last Enemy       | 11 januari 1989 |
| 3   | Deceived by Flight   | 18 januari 1989 |
| 4   | The Secret of Bay 5B | 25 januari 1989 |

## Seizoen 4
| Nr. | Titel aflevering        | Uitzenddatum UK |
| --- | ----------------------- | --------------- |
| 1   | The Infernal Serpent    | 3 januari 1990  |
| 2   | The Sins of the Fathers | 10 januari 1990 |
| 3   | Driven to Distraction   | 17 januari 1990 |
| 4   | Masonic Mysteries       | 24 januari 1990 |

## Seizoen 5
| Nr. | Titel aflevering        | Uitzenddatum UK  |
| --- | ----------------------- | ---------------- |
| 1   | Second Time Around      | 20 februari 1991 |
| 2   | Fat Chance              | 27 februari 1991 |
| 3   | Who Killed Harry Field? | 13 maart 1991    |
| 4   | Greeks Bearing Gifts    | 20 maart 1991    |
| 5   | Promised Land           | 27 maart 1991    |

## Seizoen 6
| Nr. | Titel aflevering      | Uitzenddatum UK  |
| --- | --------------------- | ---------------- |
| 1   | Dead on Time          | 26 februari 1992 |
| 2   | Happy Families        | 11 maart 1992    |
| 3   | The Death of the Self | 25 maart 1992    |
| 4   | Absolute Conviction   | 8 april 1992     |
| 5   | Cherubim and Seraphim | 15 april 1992    |

## Seizoen 7
| Nr. | Titel aflevering     | Uitzenddatum UK |
| --- | -------------------- | --------------- |
| 1   | Deadly Slumber       | 6 januari 1993  |
| 2   | The Day of the Devil | 13 januari 1993 |
| 3   | Twilight of the Gods | 20 januari 1993 |

## Seizoen 8
| Nr. | Titel aflevering          | Uitzenddatum UK  |
| --- | ------------------------- | ---------------- |
| 1   | The Way Through the Woods | 29 november 1995 |

## Seizoen 9
| Nr. | Titel aflevering      | Uitzenddatum UK  |
| --- | --------------------- | ---------------- |
| 1   | The Daughters of Cain | 27 november 1996 |

## Seizoen 10
| Nr. | Titel aflevering          | Uitzenddatum UK  |
| --- | ------------------------- | ---------------- |
| 1   | Death Is Now My Neighbour | 19 november 1997 |

## Seizoen 11
| Nr. | Titel aflevering  | Uitzenddatum UK  |
| --- | ----------------- | ---------------- |
| 1   | The Wench Is Dead | 11 november 1998 |

## Seizoen 12
| Nr. | Titel aflevering   | Uitzenddatum UK  |
| --- | ------------------ | ---------------- |
| 1   | The Remorseful Day | 15 november 2000 |